# Death of a Child
Death of a Child er en dansk dokumentarfilm fra 2017 instrueret af Frida Barkfors og Lasse Barkfors.

## Handling
Hvordan lever man med det ubærlige? Når det værste er sket, og du selv er ansvarlig? Dokumentarfilmen undersøger, hvordan livet former sig for de forældre, som har forårsaget deres eget barns død. Filmen spejler mange forskellige situationer i livet, hvor en tragedie har ramt, og nogen er skyldig. Men der er noget ved det, som netop disse forældre har gjort, der udløser et særligt raseri og en særlig fordømmelse i offentligheden. For hvem glemmer sit eget barn i en bil?